# Neslihan Demir
Neslihan Demir (Esquixequir, 9 de dezembro de 1983) é uma ex-jogadora de voleibol turca que atuava na posição de oposta.  Hoje, ela é gerente geral do VakıfBank SK , onde jogou por 6 temporadas durante sua temporada de vôlei.
Quando tinha 19 anos, Neslihan foi a capitã da Seleção Turca que ganhou a medalha de prata no Campeonato Europeu de 2003. Possui 81 partidas pela equipe da Turquia.
A nível de clubes, ela jogou na equipe do Tenerife Marichal, da Espanha, entre 2006 e 2007 e pelo Yeşilyurt e pelo Vakıfbank SK, ambos da Turquia.
Foi a porta-bandeira da delegação turca nos Jogos Olímpicos de Londres 2012.
Em 2012 foi medalhista de bronze no Grand Prix.